# Renée Simonot
Pour les articles homonymes, voir Deneuve et Simonot.
Renée-Jeanne Deneuve, dite Renée Simonot ou Renée Dorléac, est une comédienne française née le 10 septembre 1911 au Havre et morte le 11 juillet 2021 à Paris 13e.
Elle a principalement travaillé au théâtre et dans le domaine du doublage, notamment comme voix française d'Olivia de Havilland, de Judy Garland, ou encore de Winona Ryder (âgée) dans Edward aux mains d'argent.
Elle était mariée au comédien Maurice Dorléac,  avec qui elle eut trois filles : les actrices Françoise Dorléac, Sylvie Dorléac et Catherine Deneuve. Par cette dernière, elle est la grand-mère de l'acteur Christian Vadim et de l'actrice Chiara Mastroianni.

## Biographie

### Jeunesse
Renée-Jeanne Deneuve naît en 1911 au Havre, 9, rue Guillaume-le-Conquérant, de Joseph-Sévère Deneuve, sellier, et d’Antoinette-Jeanne Schenardi, sans profession.

### Carrière théâtrale
Bien que n'ayant jamais pris de cours de théâtre, elle fait ses débuts de comédienne au théâtre de l'Odéon en 1918, à l'âge de 7 ans, dans un petit rôle de l'opéra-comique Les Cloches de Corneville. Elle choisit le nom de scène de Simonot, en hommage à un artiste lyrique, ami de sa mère, qui la parraine dans le métier. Elle joue également Cosette dans Les Misérables d'après Victor Hugo ou Marie dans La Mare au diable d'après George Sand.
Elle est officiellement engagée à ses dix-huit ans par Firmin Gémier (1863-1933), qui a pris la direction du théâtre en 1921. Elle s'y produit jusqu'à ses 35 ans, tenant les emplois de jeune première, paraissant également au Théâtre national populaire que Gémier dirige parallèlement au palais du Trocadéro. Avec la troupe, elle participe à une tournée mondiale qui passe notamment par le Brésil.

### Doublage
Renée Simonot est l'une des premières comédiennes à faire du doublage, dès le début du cinéma parlant en 1929. Comme elle le raconte, elle double « toujours des ingénues ou des jeunes premières, comme au théâtre ». À partir des années 1930, elle prête ainsi sa voix à Olivia de Havilland,, Sylvia Sidney, Judy Garland ou encore Esther Williams.
Elle cesse ses activités de comédienne en 1946, après la naissance de sa quatrième fille ; la tuberculose qu'elle contracte en 1951 et qui la conduit à fréquenter un sanatorium joue aussi dans sa décision. Néanmoins, elle poursuit son activité de doublage jusque dans les années 1990.

### Mort
Renée Simonot meurt le 11 juillet 2021 à l'âge de 109 ans dans le 13e arrondissement de Paris. Elle fut, après le décès d'Yvette Lebon en 2014, la doyenne des actrices et acteurs du monde, devant la Belge Sabine André (1913-2011) et l'Américaine Marsha Hunt (1917-2022). Ses obsèques ont lieu le 15 juillet à l'église Saint-Sulpice de Seine-Port, suivies de l'inhumation dans le caveau familial au cimetière de cette même ville.

### Vie privée
Au milieu des années 1930, Renée Simonot est la compagne du comédien Aimé Clariond avec qui elle a une fille, Danielle, en 1936 ou en 1937, mais qu'elle quitte rapidement avec sa « fille dans les bras ». Elle le décrit comme un « homme charmant mais on ne pouvait pas compter sur lui ».
Dans le cadre de son activité de doublage, elle fait la connaissance de Maurice Dorléac, comédien et directeur de plateau pour la MGM, qui lui « faisait la cour sans l'avouer ». Elle l’épouse le 8 février 1940 ; ils ont ensuite trois filles : Françoise en 1942, Catherine en 1943 et Sylvie en 1946. Elle est veuve à partir de 1979.
Sa fille Catherine, connue sous le nom de Catherine Deneuve, dans un entretien publié par M, le magazine en 2012, évoque sa mère en ces termes : « C'est incroyable, oui : ma mère a 100 ans ! Bientôt 101. Elle vit seule chez elle, joue au bridge, porte des lunettes mais conserve une très bonne ouïe et une tête formidable. C'est assurément une image réconfortante de la vieillesse. Je me dis que, question énergie, on doit tenir pas mal de ma mère, mes sœurs et moi ! […] Elle a été comédienne très jeune, elle a même joué enfant au théâtre et fut doyenne de l'Odéon à 30 ans. Et puis elle s'est arrêtée de travailler à la naissance de sa troisième fille. C'est un gros truc que d'élever quatre enfants. D'autant qu'elle nous a laissées assez libres. » En 2013, elle déclare au Parisien : « Ma vieillesse n'est pas triste. » Dans la seconde moitié des années 2010, elle intègre une maison de retraite mais, comme le raconte Catherine Deneuve, « elle n'est pas malade ».

## Théâtre
- 1921 : Les Misérables de Paul Meurice et Charles Hugo d'après Victor Hugo, théâtre de l'Odéon : Cosette
- 1922 : Molière d'Henry Dupuy-Mazuel et Jean-José Frappa, mise en scène Firmin Gémier, théâtre de l'Odéon
- 1922 : Paul et Virginie de Lucien Népoty et Edmond Guiraud d'après Bernardin de Saint-Pierre, théâtre Sarah-Bernhardt : Virginie petite
- 1924 : L’Invitation au voyage de Jean-Jacques Bernard, théâtre de l'Odéon : Gérard
- 1924 : Jésus de Nazareth de Paul Demasy, théâtre de l'Odéon
- 1928 : La Belle Aventure de Gaston Arman de Caillavet, Robert de Flers et Étienne Rey, théâtre de l'Odéon : Hermine Desmignères
- 1932 : Madame Sans-Gêne de Victorien Sardou et Émile Moreau, théâtre de l'Odéon : la Roussotte
- 1932 : Le Cid de Pierre Corneille, Théâtre national populaire : le page de l'Infante
- 1932 : Le Favori de Martial-Piéchaud, Théâtre national populaire : Catherine
- 1932 : Les Femmes savantes de Molière, Théâtre national populaire : Henriette
- 1933 : L'Épreuve de Marivaux, Théâtre national populaire : Angélique
- 1934 : Jeanne d'Arc de Saint-Georges de Bouhélier, théâtre de l'Odéon : Mengette

## Doublage
Les dates correspondent aux sorties initiales.

### Longs métrages
- Olivia de Havilland dans :
  - La Piste de Santa Fe (1940) : Kit Carson Holliday
  - La Vie passionnée des sœurs Brontë (1946) : Charlotte Brontë
  - La Double Énigme (1946) : Terry / Ruth Collins
  - La Charge fantastique (1947) : Elizabeth Bacon

- Donna Reed dans :
  - La vie est belle (1946) : Mary Hatch-Bailey (Madeleine en VF)
  - Le Pays du dauphin vert (1947) : Marguerite Patourel
  - Horizons lointains (1955) : Sacajawea

- Judy Garland dans :
  - Le Magicien d'Oz (1939) : Dorothy
  - La Pluie qui chante (1947) : Marilyn Miller

- Jeanne Crain dans :
  - L'Homme qui n'a pas d'étoile (1955) : Reed Bowman
  - Ponce Pilate (1962) : Claudia Procula

- 1932 : Le Signe de la croix : Mercia (Elissa Landi) (doublage de 1933)
- 1932 : L'Adieu aux armes : Catherine Barkley (Helen Hayes)
- 1939 : La Taverne de la Jamaïque : Mary Yellard (Maureen O'Hara)
- 1943 : Le Triomphe de Tarzan : Zandra (Frances Gifford)
- 1944 : L'Odyssée du docteur Wassell : Tremartini (Carol Thurston)
- 1944 : Assurance sur la mort : Lola Dietrichson (Jean Heather)
- 1944 : Le Bal des sirènes : Caroline Brooks (Esther Williams)
- 1947 : Du sang sur la piste (Trail Street) de Ray Enright : Susan Pritchard (Madge Meredith)
- 1947 : Chasse tragique : Giovanna (Carla Del Poggio)
- 1948 : Raccrochez, c'est une erreur ! : Mme Sally Lord (Ann Richards)
- 1948 : La Rivière d'argent : femme à la réception du président (Gladys Turney)
- 1948 : Ciel rouge : Amy Lufton (Barbara Bel Geddes)
- 1949 : Samson et Dalila : Miriam (Olive Deering)
- 1950 : La Ménagerie de verre : Laura Wingfield (Jane Wyman)
- 1950 : Chaînes du destin : Patrice Harkness (Phyllis Thaxter)
- 1951 : Quand les tambours s'arrêteront : Sally (Coleen Gray)
- 1952 : Parachutiste malgré lui : Julia Loring (Marcy McGuire)
- 1952 : Les Bagnards de Botany Bay : Sally Monroe (Patricia Medina)
- 1953 : Salomé : servante de Salomé (Carmen D'Antonio)
- 1954 : L'Aigle solitaire : Nancy Meek (Audrey Dalton)
- 1954 : Le Secret magnifique : Mme Miller (Mae Clarke)
- 1954 : Le Secret des Incas : Miss Morris (Marion Ross)
- 1955 : La Terre des pharaons : Kyra (Luisella Boni)
- 1955 : Le Bouffon du roi : la princesse Gwendolyn (Angela Lansbury)
- 1957 : Du sang dans le désert : Nona Mayfield (Betsy Palmer)
- 1958 : Le Chouchou du professeur : Mme Kovac (Vivian Nathan)
- 1958 : Je pleure mon amour : Kay Trevor (Glynis Johns)
- 1959 : La Plus Grande Aventure de Tarzan : Alice l’aviatrice (Sara Shane)
- 1960 : Psychose : Caroline (Patricia Hitchcock)
- 1960 : Les Sept Chemins du couchant : Mrs Karrington (Mary Field)
- 1960 : Un brin d'escroquerie : l'officier de l'amirauté au téléphone (Rosemary Dorken)
- 1961 : Le Roi des imposteurs : la cheffe infirmière (Barbara Wooddell)
- 1965 : Harlow, la blonde platine : Beatrice Landau (Hanna Landy)
- 1965 : Trente minutes de sursis : la superviseuse téléphonique (Viola Harris)
- 1966 : El Dorado : la femme de Saül MacDonald (Ann Newman-Mantee)
- 1968 : Le Refroidisseur de dames : Mrs Fitts (Irene Dailey)
- 1969 : Cent dollars pour un shérif : Mme Ross (Elizabeth Harrower)
- 1990 : Edward aux mains d'argent : Kim Boggs âgée (Winona Ryder)

#### Long métrage d'animation
- 1949 : La Rose de Bagdad : la princesse Zeila